# موش کور طلایی استولمان
موش کور طلایی استولمان(نام علمی: Chrysochloris stuhlmanni) نام یک گونه از سرده زرین‌سبزها است.